# Claude Mangot
Claude Mangot, né en 1556 et mort en 1624, seigneur de Villeran, d'Orgères et de Villarceaux à Voves, est un parlementaire et homme d'État français.

## Biographie
Issu d'une famille estimée de parlementaires originaire du Loudunois, il est le fils de Claude Mangot (1520-1593), époux de Geneviève Sevin, dame de Villeran, de Dreville, d'Orgères et du Moulin (par contrat du 30 avril 1545) avocat au parlement de Paris, anobli par lettres de noblesse datées de Vauluisant, septembre 1555, et enregistrées en la chambre des comptes le 10 janvier 1556, ambassadeur de la duchesse de Longueville à Neuchâtel de 1592 à 1593.
Claude Mangot commence sa carrière au Parlement où il est reçu comme conseiller lai le 20 mai 1588 et affecté aux Requêtes du Palais. Il prête serment à la Sainte-Union en qualité de membre du Parlement ligueur le 26 janvier 1589. Le 4 décembre 1589, il est reçu au parlement royal à Tours. Il devient maître des requêtes le 1er février 1600. Le 9 avril 1607 il est commis procureur général de la chambre de justice instituée pour juger les malversations des financiers. Le 17 avril 1614, il est commis pour instruire le procès de Philippe de Gondi, fermier de la gabelle. La même année, il obtient des lettres patentes le chargeant d'instruire sur les troubles du Poitou et de pacifier cette province. Toujours en 1614, il devient conseiller d'État. Le 25 janvier 1616, il est nommé premier président du Parlement de Bordeaux charge qu’il n’exerce pas et qu’il vend dès janvier 1617. 
Protégé par le maréchal d'Ancre (Concini), il est nommé par commission le 9 août 1616 secrétaire d'État de la Guerre et aux affaires étrangères. Il négocie la séparation du Duc de Nevers d'avec les princes ligués et la réduction de la ville de Péronne, dont le duc de Longueville s'était emparé. Lors du remaniement du Conseil du 25 novembre 1616, fidèle de Concini, il est nommé par lettres patentes garde des Sceaux à la place de Guillaume du Vair qui démissionne, tandis que Richelieu reprend sa charge de conseiller d'État. Lors de la chute du maréchal d'Ancre orchestrée par Louis XIII le 24 avril 1617, il est démis de ses fonctions par le roi qui rétablit du Vair. « Ayant pour plusieurs grandes et importantes considérations, retiré des mains du sieur Mangot les sceaux de France, dont nous lui avions depuis quelque temps commis la garde, nous avons estimé les devoirs rendre ès mains de notre cher et féal le sieur du Vair, garde des sceaux de France […] des mains duquel ils avaient été contre notre gré ôtés par les mauvais et sinistres artifices de quelques-uns qui, abusant de notre nom et autorité, tramaient de mauvais desseins contre nous et notre État ». Disgracié, Mangot est, selon certaines sources, embastillé et meurt peu de temps après son incarcération, ou, selon d'autres se retire pour vivre « en personne privée en sa maison ».
En 1594 il avait épousé Margueritte Le Beau dame de Villarceaux. Son fils Anne Mangot (baptisé le 3 septembre 1594, mort le 10 juin 1655) est conseiller au Grand Conseil (27 septembre 1619), conseiller au parlement de Bretagne puis de Paris (23 février 1623) enfin maître des requêtes (18 mars 1627).

## Sources bibliographiques
- Lucien Bély, Georges-Henri Soutou, Laurent Theis, Maurice Vaïsse, Dictionnaire des ministres des affaires étrangères, Fayard, 2005, p. 11-12